# Lingchi

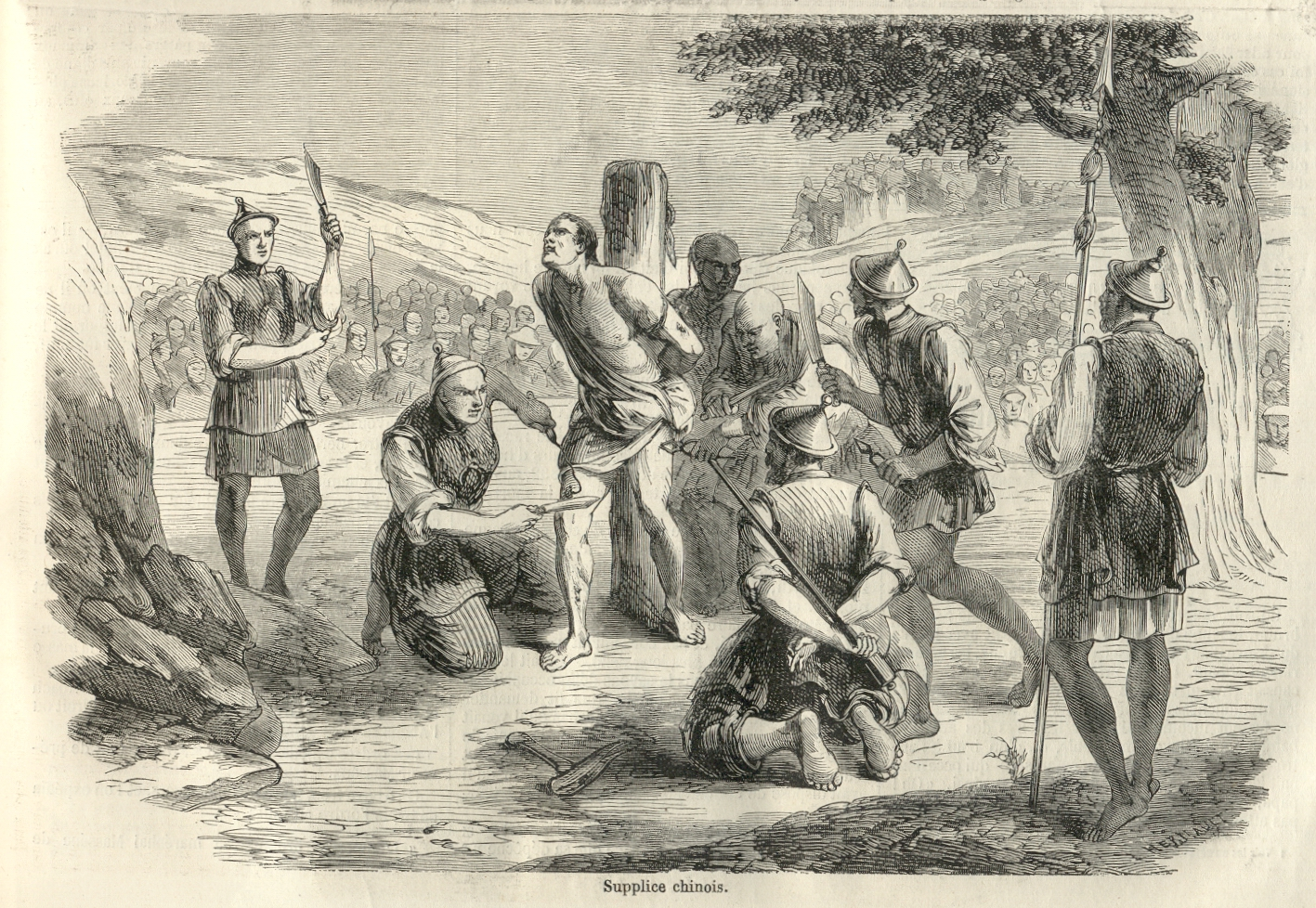
Une illustration de 1858 publiée dans le journal Le Monde illustré, de torture et d'exécution d'un missionnaire français (Auguste Chapdelaine) en Chine par le supplice du lingchi.

Le lingchi (chinois simplifié : 凌迟 ; chinois traditionnel : 凌遲) était un supplice en usage en Chine, infligé dans le cadre d'une condamnation à mort pour certains crimes exceptionnels (rébellion contre l'empereur, parricide, etc.), mais aussi pour d'autres délits tels que la propagation d'une religion ressentie comme perverse. 
Également connu sous l'appellation de supplice des « huit couteaux » ou « cent morceaux », traduit aussi parfois par « mort languissante » ou « mort des mille coupures », le lingchi consiste à entailler et retirer successivement, par tranches fines, des muscles et des organes du condamné avant de lui trancher la tête. L'utilisation d'opium permettait aux bourreaux de maintenir conscient le supplicié le plus longtemps possible.

## Histoire
Cette forme d'exécution fut pratiquée en Chine entre le début du Xe siècle et 1905.
La peine du lingchi fut officiellement abolie par décret impérial le 24 avril 1905. Pour la plupart des historiens, aucun lingchi n'a été exécuté après cette date, et les premiers auteurs qui publièrent des clichés sur ce type d'exécutions (Jean-Jacques Matignon, Ferdinand Joseph Harfeld, Louis Carpeaux) indiquaient bien qu'elles dataient d'une époque révolue. L'idée que l'abolition n'aurait pas été effective repose sur une série d'erreurs ou de racontars. Par exemple, le jeu conservé au musée Nicéphore-Niépce est accompagné d'une légende qui place en 1908 l'exécution de Wang Weiqin, qui eut lieu le 31 octobre 1904. Cette même exécution est datée de 1910 par Heindl, et même de 1925 par Martin Monestier qui, dans son livre Peines de mort, confond la date de l'exécution avec celle de la parution du livre de Heindl.
Toutefois, une photographie prise par l'officier colonial Hubert Panon, qui ne fut muté en Chine qu'en 1919, et montrant un Chinois subissant ce supplice, semble prouver que celui-ci fut parfois encore appliqué à des époques plus récentes.
Des plaques photographiques de ce supplice, nommé « supplice chinois des Cent morceaux », ont bouleversé, fasciné et influencé Georges Bataille, qui les a découvertes grâce à son ami psychanalyste Adrien Borel, lequel lui donna un de ces clichés, dont Bataille dit qu'il « eut un rôle décisif dans [sa] vie. » Bataille les évoque une première fois dans son essai L'Expérience intérieure (1943), parlant d'une extase paradoxale exprimée par le supplicié : « Les cheveux dressés sur la tête, hideux, hagard, zébré de sang, beau comme une guêpe. » Par la suite, dans son dernier ouvrage, intitulé Les Larmes d'Éros (1961), il reproduit plusieurs de ces clichés, précisant qu'ils ont été « publiés en partie par Dumas et par Carpeaux », qui « affirme avoir été témoin du supplice, le 10 avril 1905 ». Des doutes demeurent donc sur l'origine de ces photographies et l'identité du supplicié, comme l'a précisément montré l'historien sinologue Jérôme Bourgon.